# Российская помощь Сербии в ходе Первой мировой войны
Российская помощь Сербии в Первой мировой войне (серб. Руска помоћ Србији у Првом светском рату) была одной из самых значительных. Российская империя оказывала поддержку Сербии как политическую, так и экономическую и военную. От имперской России в Сербию по Дунаю приходили караваны судов с военной техникой, продовольствием, людьми и больничным оборудованием.

## Политика России на Балканах
В начале войны правительство имперской России рассчитывало в одиночку победить Австро-Венгрию и навести порядок на Балканском полуострове в своих интересах. Идея заключалась в том, чтобы восстановился Балканский союз 1912 года (в тот год нацеленный против Турции), Сербия укрепилась и урегулировала отношения с Болгарией, а впоследствии они вместе стали бы «широкой рукой» России в Европе (союзом сателлитов России на континенте) и Россия заимела бы широкий проход в Средиземное море и к Ближнему востоку.
По этому замыслу, после войны Сербия должна была расшириться на территории Боснии и Герцеговины, Далмации и на север Албании, но ей пришлось бы уступить часть Македонии в пользу Болгарии. Территориальная компенсация Болгарии от Сербии создала бы условия для мира между южно-славянскими государствами, и, следовательно, обеспечивала благоприятные условия для окончательного распада Австро-Венгерской империи.
Сербское правительство отказалось уступить Болгарии часть Македонии, что позже привело к вступлению Софии в войну на стороне Германского блока и атаке Болгарии на Македонию (южную половину тогдашней Сербии). Министр иностранных дел России Сергей Сазонов принял предложение Сербии, что она объединится только с южными славянами, находившимися в составе Австро-Венгрии, а для того, чтобы урегулировать отношения с Болгарией, болгары предложили расширить их территорию за счёт тогдашних территорий Греции и Турции. Южные славяне могли претендовать и на итальянские земли, в связи с чем правительство России уже в 1914 году обещало итальянцам Трентино, Триест и Валон, если Италия откажется от югославского побережья Адриатического моря и областей, населённых южными славянами.

## Помощь в первый год войны

### Июльский кризис

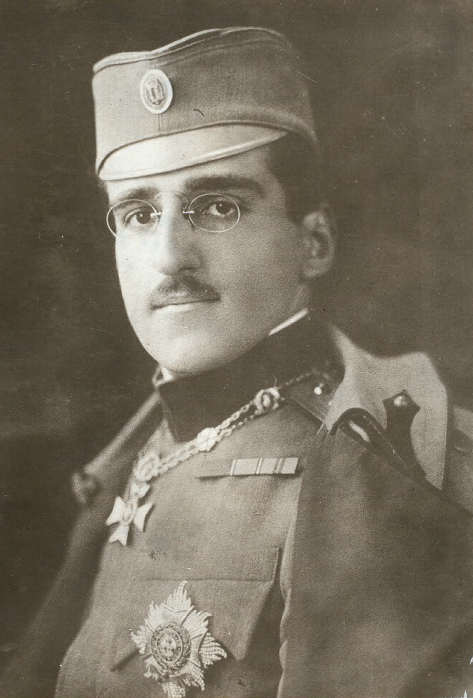
принц-регент Александр Карагеоргиевич

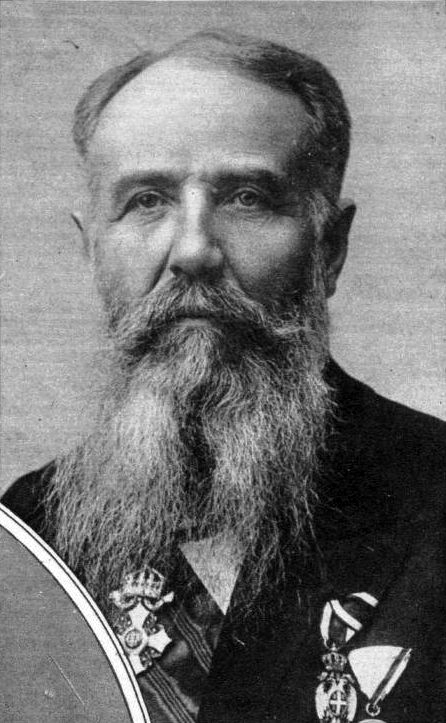
Премьер-министр Сербии Никола Пашич

Тесные связи Имперской России с Сербией и Черногорией снова стали актуальными во время «июльского кризиса», когда дипломатическая деятельность России была заметна как в рамках усилий по умиротворению (успокоению) ситуации, так и в плане получения гарантии того, что она будет активно защищать Сербию в случае войны (имеется в виду открытие второго фронта против Австро-Венгрии). Содействие с началом конфликта было прежде всего политическое и финансовое, а потом и военное. Уже 11 августа в своей просьбе о военной помощи, отправленной Российской стороне, Премьер-министр Сербии Никола Пашич подчеркнул необходимость морских мин.

### Экспедиция особого назначения
Русское Министерство морского флота взяло на себя обязательство по организации и отправки военной помощи; была сформирована «Экспедиция особого назначения» (ЭОН). Задачей ЭОН являлось «прохождение и сопровождение военных грузов в Сербию», посредством транспортировки грузов по Дунаю. Экспедиция была сформирована 16 августа 1914 года, во главе с капитаном первого класса М. М. Весёлкиным (позже в ходе войны Весёлкин был произведён в контр-адмиралы).
Для перевозки грузов использовались мощности Черноморского флота имперской России, но большие суда в этой операции использоваться не могли, поскольку они были не способны проплыть по Дунаю. В составе экспедиции принимали участие баржи и торговые суда; кроме того, ЭОН включила в свой состав и Российское пароходство на Дунае. Вскоре и от Российского Министерства морского флота были получены весьма немалые средства на приобретение новых грузовых судов.
Всё что транспортировала ЭОН — рассматривалось как «товары специального назначения», а это означало, что железными дорогами и водными путями грузы будут пропускаться приоритетно, вместе с материалами для русской армии, и всё это за счёт российской казны. Русский порт на Дунае, Рени, был выбран в качестве отправной точки пути до сербских городов Радуевац и Прахово, являвшимися портами разгрузки. Русский флот охранял конвой (караван) на случай встречи или боя с Австро-Венгерскими кораблями и самолётами, а также на случай появления мин (охранял от столкновений).

## Российские минёры
На территории Королевства Сербии Российская военная миссия находилась уже с конца августа. Первая миссия состояла из шестисот моряков во главе с капитаном Юрием Волковицким. Эта группа обучала сербских солдат, а затем формировала «Отряд командования речным минёрством», который стал первой организацией речного минирования в Сербии. Порт Ресник 25 августа 1914, когда ещё Российские солдаты оставались в Реснике, получил большое количество водных мин из России. Задачей этих войск было взорвать часть бассейна, между н. п. Остружница и Умка, на расстоянии нескольких сотен метров. Склад мин при этом был в Валево (или Влёра).

## Колонна полковника Весёлкина
13-14 октября из Рени вышла колонна полковника Весёлкина с военным имуществом, предназначенным для сербской армии, и она прибыла в Прахово 23 октября. Это была первая экспедиция из России, которая прибыла в Сербию, она состояла из семи пароходов и шестнадцати барж.

Территории, временно захваченные Германией у России

## Ультиматум императора Николая II союзникам после захвата Сербии
После падения Сербии последовало драматическое отступление сербской армии и части населения страны на Албанское побережье. Соглашение с Западными союзниками состояло в том, что союзные корабли будут ждать сербов у берегов Албании, обеспечат им необходимую поддержку, транспортируют военных в безопасное место и будут готовиться к контрнаступлению. Первая группа сербов, во главе с правительством и верховным командованием прибыла в Шкодер (северный крупный порт Албании) 6 декабря 1915. Но помощи там, которую союзные правительства обещали сербам, как оказалось, не было. Союзники не выполнили свою часть сделки: итальянцы, от которых требовалось организовать эвакуацию сербов, не предоставили никакой помощи. 28 декабря Николе Пашичу было вручено заявление итальянского правительства, в котором говорилось, что сербская армия не должна пересекать реку Шкумбу, дабы не вступить в конфликт с итальянской. Сразу же после этого представитель Российской дипломатии в Риме ответил, что итальянцы просто не хотят помочь. По мнению Верховного командования Сербии, на Албанское побережье прибыло около 110 000 сербских солдат и 2350 офицеров. Премьер-министр Никола Пашич 15 января 1916 года послал письмо Российскому императору Николаю II с просьбой о помощи. Российский император известил короля Великобритании и президента Франции, что если сербская армия не будет спасена, Россия прекратит союзнические отношения с ними и выйдет из войны. После вмешательства Российского Императора французы послали на помощь сербам свои корабли, а Италия позволила сербской армии войти в Албанский город Влёра.

В январе 1916 года остатки Сербских войск были эвакуированы из Албании на остров Корфу и в Бизерту. Англо-французские войска в декабре 1915 года отошли на территорию Греции, к Салоникам, где смогли закрепиться, образовав Салоникский фронт по границе Греции с Болгарией и Сербией. Кадры сербской армии (до 150 тыс. человек) были сохранены и весной 1916 года усилили Салоникский фронт.

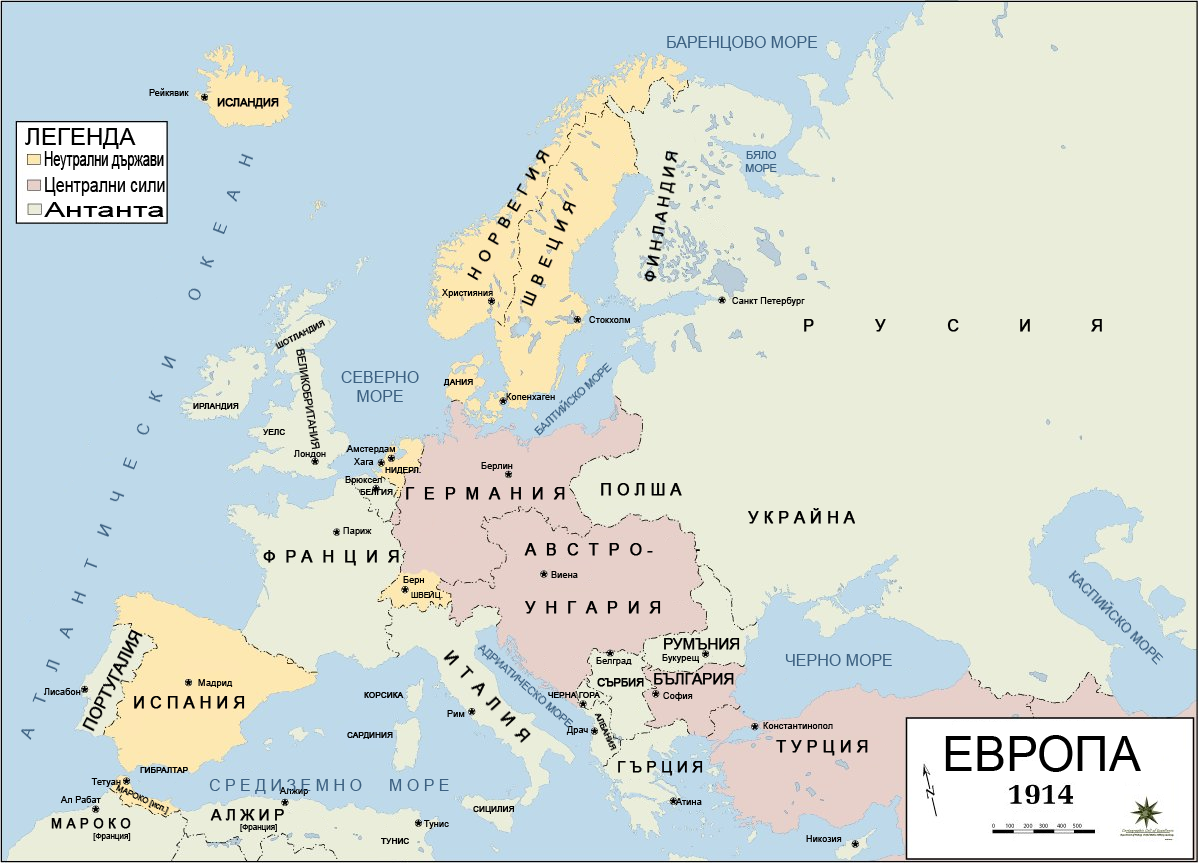
Карта военных блоков в Европе

## Отвлечение войск противника на Российский фронт
Это было самым большим вкладом России в победу Антанты и Сербии в Первой Мировой войне. Порядка половины всех войск Тройственного союза (Германии и её союзников) было задействовано на Российском фронте, растянувшемся на тысячи километров. Больше половины потерь — тоже на Российских просторах. Если бы не участие в войне России, то блок Центрально-Европейских держав мог перебросить эти свои войска на Французско-Бельгийский и Сербский фронты, и наверняка победил бы в войне ещё в 1914-м году. Русские солдаты отвлекали силы Тройственного союза при каждом из трёх сменявшихся правительств: и 2½ года времени правления императора (с августа 1914 по февраль 1917 года), и 8 месяцев правительства Керенского (до октября 1917), и 1 год после прихода к власти в России большевиков (поскольку те в лице переговорщика Троцкого в начале отказались подписать мирное соглашение с Германским блоком, и войска последнего наступали на восток по всему фронту на сотни километров, а потом вынуждены были находиться на занятых территориях в целях обеспечения контроля и порядка). Войска Германии в боевых действиях против России потеряли убитыми 400 тысяч военнослужащих, а пленными — минимум 250 тысяч. Турецкая сторона потеряла 200 тысяч убитыми и 100 тысяч пленными. А вот данные по непосредственному противнику Сербии — Двуединой монархии — гораздо более весомые. В боевых действиях против России Австро-Венгрия потеряла больше 60 % военнослужащих убитыми (не менее 800 тысяч), а совокупно — примерно 74 % всех своих потерь (в том числе попавшие в плен: в русский плен попало 1,85 миллиона). Таким образом, силы Австро-Венгрии были сокрушены именно Россией.